# 格克斯格拉本河
49°46′07″N 9°53′50″E / 49.768619°N 9.897158°E
格克斯格拉本河是德國的河流，位於該國東南部，由巴伐利亞負責管轄，屬於施泰因巴赫河的右支流，河道全長2.7公里，流域面積6.3平方公里。